# Moncrivello
Moncrivello (Montcravel en français) est une commune italienne de la province de Verceil dans la région Piémont en Italie.

## Administration
| Période                                  | Période | Identité | Étiquette | Qualité |
| ---------------------------------------- | ------- | -------- | --------- | ------- |
|                                          |         |          |           |         |
| Les données manquantes sont à compléter. |         |          |           |         |

### Communes limitrophes
Bianzè, Borgo d'Ale, Borgomasino, Cigliano, Livorno Ferraris, Maglione, Mazzè, Villareggia, Vische